# فهرست نمایندگان دوره نهم مجلس شورای ملی
آنچه در پی می‌آید فهرست نمایندگان دورهٔ نهم مجلس شورای ملی ایران است که از ۲۴ اسفند ۱۳۱۱ تا ۲۴ فروردین ۱۳۱۴ دایر بود.
| شمارهٔ ردیف | حوزهٔ انتخابیه                         | نماینده                                     | توضیحات | کمیسیون                            |
| ---------- | ------------------------------------- | ------------------------------------------- | --- | ---------------------------------- |
| ۱          | تهران                                 | میرزا حسین‌خان دادگر                         | رئیس مجلس |                                    |
| ۲          | تهران                                 | میرزا حسن‌خان اسفندیاری (محتشم‌السلطنه)       | رئیس سنی - تنها در جلسه اول حاضر بود و پس از آن از اول شهریور ۱۳۱۲ در مجلس حضور یافت                                                                                                | خارجه                              |
| ۳          | تهران                                 | دکتر حسن خان لقمان ادهم                     | | خارجه                              |
| ۴          | تهران                                 | محمدرضا تهرانچی                             | | اقتصاد ملی                         |
| ۵          | تهران                                 | مهدی‌خان دادور                               | نایب رئیس دوم | مالیه                              |
| ۶          | تهران                                 | آقا حسین تهرانی                             | | عدلیه                              |
| ۷          | تهران                                 | عبدالحسین نیک‌پور                            | | اقتصاد ملی                         |
| ۸          | تهران                                 | سید حبیب‌الله لاریجانی                       | | اقتصاد ملی                         |
| ۹          | تهران                                 | علی وکیلی                                   | | اقتصاد ملی                         |
| ۱۰         | تهران                                 | غلامحسین کاشف                               | منشی دوم تا ۱۵ مهر ۱۳۱۲ منشی چهارم تا ۱۸ فروردین ۱۳۱۳ منشی دوم تا ۳ آبان ۱۳۱۳ منشی اول تا ۱۴ فروردین ۱۳۱۴ و منشی دوم تا پایان مجلس                                                  | طرق و شوارع                        |
| ۱۱         | تهران                                 | محمدتقی بنکدار                              | | طرق و شوارع                        |
| ۱۲         | تهران                                 | سید احمد بهبهانی                            | | معارف - عدلیه                      |
| ۱۳         | آباده                                 | (نماینده نداشت)                             | |                                    |
| ۱۴         | اردبیل و خلخال                        | میرزا جعفرخان پناهی                         | | پست و تلگراف - طرق و شوارع         |
| ۱۵         | اردبیل و خلخال                        | نقی وهاب‌زاده                                | | اقتصاد ملی                         |
| ۱۶         | اصفهان                                | سید حبیب‌الله امین (امین‌التجار)              | در ۳۱ اردیبهشت ۱۳۱۲ سلب مصونیت و زندانی شد | اقتصاد ملی                         |
| ۱۷         | اصفهان                                | سید احمدخان احتشام                          | | داخله                              |
| ۱۸         | اصفهان                                | میرزا حسین‌خان فاطمی                         | | طرق و شوارع - داخله                |
| ۱۹         | اهر و قراچه داغ (ارسباران)            | میرزا سلیم‌خان ایزدی                         | | داخله - بودجه                      |
| ۲۰         | بابل                                  | میرزا عبدالباقی جمشیدی                      | | عدلیه - بودجه                      |
| ۲۱         | بابل                                  | میرزا معصوم‌خان حمزه‌تاش                      | | داخله و طرق و شوارع - عدلیه        |
| ۲۲         | بابل                                  | میرزا علی‌اکبر ملک‌زاده آملی                  | | مالیه - طرق و شوارع                |
| ۲۳         | بجنورد                                | مسعود ثابتی                                 | | خارجه - بودجه                      |
| ۲۴         | بروجرد                                | سید احمد اعتبار (اعتبارالدوله)              | | مالیه (مخبر)                       |
| ۲۵         | بروجرد                                | میرزا محمدتقی طباطبائی بروجردی (ثقةالاسلام) | از ۹ مهر ۱۳۱۲ در مجلس حضور یافت | طرق و شوارع - بودجه                |
| ۲۶         | بلوچستان                              | میرزا ابراهیم‌خان قوام                       | در ۱۹ آذر ۱۳۱۲ سلب مصونیت و زندانی شد | نظام                               |
| ۲۷         | بم                                    | مهدی‌خان ملک‌زاده                             | |                                    |
| ۲۸         | بندر پهلوی                            | میرزا کاظم‌خان مژدهی                         | منشی سوم از ۱۵ مهر ۱۳۱۲ تا ۱۸ فروردین ۱۳۱۳ | داخله                              |
| ۲۹         | بندرعباس                              | میرزا علی کازرونی                           | در اوائل اسفند ۱۳۱۲ درگذشت | مالیه                              |
| ۳۰         | بنی طرف (اهواز و دشت میشان و سوسنگرد) | میرزا جوادخان ارکانی                        | | عدلیه - معارف - بودجه              |
| ۳۱         | بوشهر                                 | حاج محمدرضا بهبهانی (پوررضا)                | | اقتصاد ملی                         |
| ۳۲         | بوشهر                                 | علی دشتی                                    | | خارجه                              |
| ۳۳         | بهبهان و کهگیلویه                     | سلطان علی‌خان سلطانی (شیخ‌الاسلامی)           | | معارف - عدلیه                      |
| ۳۴         | بیجار و گروس                          | میرزا علی‌اکبرخان دبیر سهرابی                | از ۱۰ اردیبهشت ۱۳۱۲ در مجلس حاضر شد | مالیه                              |
| ۳۵         | بیرجند و قائنات                       | میرزا محمدعلی‌خان منصف                       | منشی اول از ۱۵ مهر ۱۳۱۲ تا ۱۸ فروردین ۱۳۱۳ و منشی سوم تا پایان مجلس | طرق و شوارع - معارف                |
| ۳۶         | تبریز                                 | امیر نصرت‌الله اسکندری                       | | داخله - بودجه                      |
| ۳۷         | تبریز                                 | میرزا جوادخان امامی                         | در ۲۰ دی ۱۳۱۳ از او سلب مصونیت شد | مالیه - بودجه                      |
| ۳۸         | تبریز                                 | رضا قلی‌خان باستانی                          | در اردیبهشت ۱۳۱۳ درگذشت | مالیه                              |
| ۳۹         | تبریز                                 | میرزا محمدعلی تربیت                         | | معارف                              |
| ۴۰         | تبریز                                 | ابوالحسن صدر ثقةالاسلامی                    | | خارجه                              |
| ۴۱         | تبریز                                 | حاج میرزا آقا فرشی                          | ناظر بر بانک ملی و چاپ اسکناس از ۱۸ خرداد ۱۳۱۲ | اقتصاد ملی - بودجه                 |
| ۴۲         | تبریز                                 | میرزا عیسی‌خان لیقوانی                       | | عدلیه                              |
| ۴۳         | تبریز                                 | میرزا ربیع‌خان جهانشاهی (مصدق‌الملک)          | | عدلیه                              |
| ۴۴         | تبریز                                 | میرزا صادق‌خان طباطبائی وکیلی                | در اواخر شهریور ۱۳۱۲ درگذشت |                                    |
| ۴۵         | تربت حیدریه                           | میرزا آقا ضیاء                              | | معارف                              |
| ۴۶         | ترشیز (کاشمر)                         | میرزا علی‌خان اقبال                          | |                                    |
| ۴۷         | جهرم                                  | لطفعلی‌خان معدل                              | فقط تا پایان سال ۱۳۱۲ در مجلس حضور یافت | معارف                              |
| ۴۸         | جیرفت                                 | عطاءاله‌خان روحی                             | | خارجه - معارف                      |
| ۴۹         | خرم‌آباد و لرستان                      | حسین‌خان بهرامی (احیاءالسلطنه)               | | داخله                              |
| ۵۰         | خرم‌آباد و لرستان                      | فتح‌اله‌خان پور سرتیپ (سگوند)                 | از ۱۸ خرداد ۱۳۱۲ تا ۱۷ مرداد ۱۳۱۳ و از ۲۹ دی ۱۳۱۳ تا پایان مجلس حضور داشت | نظام                               |
| ۵۱         | خوانسار و گلپایگان                    | حسنعلی میرزا دولتشاهی                       | | پست و تلگراف                       |
| ۵۲         | خوی، ماکو و سلماس                     | حمدالله‌خان بیات ماکو                        | | داخله                              |
| ۵۳         | خوی، ماکو و سلماس                     | محمدرضا پارسا                               | | اقتصاد ملی - طرق و شوارع           |
| ۵۴         | درگز                                  | میرزا حسن کفائی (آقازادهٔ خراسانی)           | | عدلیه - بودجه                      |
| ۵۵         | دزفول                                 | محمدتقی اسعد بختیار (امیر جنگ)              | در نوزدهم آذر ۱۳۱۲ سلب مصونیت و زندانی شد | خارجه                              |
| ۵۶         | دماوند و فیروزکوه                     | میرزا صادق‌خان خواجوی (منتصرالسلطان)         | | مالیه - خارجه                      |
| ۵۷         | رشت                                   | میرزا علی آقا چایچی                         | در امرداد ۱۳۱۳ درگذشت | اقتصاد ملی و پست و تلگراف          |
| ۵۸         | رشت                                   | غلامرضا طالش‌خان رحمت سمیعی                  | | مالیه                              |
| ۵۹         | رضائیه                                | میرزا حسین‌خان افشار استاجلو                 | منشی اول از ۱۸ فروردین ۱۳۱۳ تا ۱۴ مهر ۱۳۱۳ و منشی چهارم از ۱۴ فروردین ۱۳۱۴ تا پایان مجلس                                                                                            | طرق و شوارع - بودجه                |
| ۶۰         | رفسنجان                               | میرزا محمد علی‌خان امیر ابراهیمی             | | مالیه - طرق و شوارع                |
| ۶۱         | زنجان                                 | سلطان ابراهیم‌خان افخمی (امیر اشرف)          | | خارجه                              |
| ۶۲         | زنجان                                 | حسین رهبری                                  | | عدلیه                              |
| ۶۳         | زنجان                                 | حبیب‌الله‌خان مجد ضیائی                       | | معارف - مالیه                      |
| ۶۴         | ساری                                  | اسمعیل سنگ                                  | | معارف (مخبر) - بودجه               |
| ۶۵         | ساری                                  | میرزا حسین‌خان معتصم سنگ                     | | مالیه - معارف                      |
| ۶۶         | ساوه و زرند                           | سید علیرضا احتشام‌زاده (گنج‌بخش)              | | عدلیه                              |
| ۶۷         | سبزوار                                | محمد هاشم میرزا افسر (شیخ‌الرئیس)            | نایب رئیس اول | معارف                              |
| ۶۸         | سبزوار                                | حسن علوی سبزواری (آقازاده)                  | | طرق و شوارع - معارف                |
| ۶۹         | سراب و گرمرود (میانه)                 | میرزا علی مولوی (نظام‌الاسلام)               | | عدلیه                              |
| ۷۰         | سقز و بانه                            | میرزا عبدالعزیز مفتی (صدرالعلماء)           | در اواخر آبان ۱۳۱۲ درگذشت | عدلیه                              |
| ۷۱         | سمنان و دامغان                        | حسین قلی‌خان قزل ایاغ                        | | عدلیه                              |
| ۷۲         | سنندج                                 | فرج‌الله‌خان آصف (سردار معظم)                 | | داخله و نظام                       |
| ۷۳         | سنندج                                 | خان محمدخان حبیبی                           | | نظام                               |
| ۷۴         | سنندج                                 | میرزا محمدخان وکیل (وکیل‌الملک)              | | مالیه                              |
| ۷۵         | سیرجان                                | میرزا حسن‌خان مرآت اسفندیاری (مرآت‌السلطنه)   | مباشر سوم از ۱۵ مهر ۱۳۱۲ تا ۱۸ فروردین ۱۳۱۳ مباشر دوم تا پایان مجلس | عدلیه و نظام - طرق و شوارع         |
| ۷۶         | سیستان                                | سلمان‌خان اسدی                               | | خارجه - اقتصاد ملی                 |
| ۷۷         | شاهرود                                | امیرخان امیراعلم                            | |                                    |
| ۷۸         | شوشتر                                 | میرزا محمودخان ناصری (مصدق‌الدوله)           | | مالیه                              |
| ۷۹         | شهر ری                                | زین‌العابدین رهنما                           | | خارجه - بودجه                      |
| ۸۰         | شهرضا                                 | محسن آقامهدوی                               | | مالیه - اقتصاد ملی و خارجه         |
| ۸۱         | شهریار و ساوجبلاغ و کردان             | میرزا یدالله‌خان دهستانی                     | | مالیه                              |
| ۸۲         | شیراز                                 | میرزا محمد تقی‌خان شنکایی (شانگهائی شیرازی)  | | اقتصاد ملی                         |
| ۸۳         | شیراز                                 | سید ابوطالب کازرونیان                       | | اقتصاد ملی                         |
| ۸۴         | شیراز                                 | غلامحسین ملک                                | | اقتصاد ملی                         |
| ۸۵         | شیراز                                 | میرزا احمدخان مؤید قوامی                    | | مالیه - طرق و شوارع                |
| ۸۶         | شیراز                                 | محمدمهدی نمازی                              | | اقتصاد ملی                         |
| ۸۷         | طوالش و گرگانرود                      | محسن همراز (فاضل‌الملک)                      | مباشر سوم تا ۱۵ مهر ۱۳۱۲ | عدلیه و طرق و شوارع                |
| ۸۸         | عراق (اراک)                           | مرتضی قلی‌خان بیات                           | | طرق و شوارع - خارجه                |
| ۸۹         | عراق (اراک)                           | سید اسماعیل عراقی                           | | عدلیه                              |
| ۹۰         | فردوس و طبس                           | میرزا حسن‌خان مسعودی خراسانی                 | | داخله                              |
| ۹۱         | فسا                                   | حبیب‌الله نوبخت                              | | معارف                              |
| ۹۲         | فومن                                  | عطاءالله‌خان سمیعی                           | | خارجه - داخله - بودجه              |
| ۹۳         | قزوین                                 | میرزا باقرخان شاهرودی (کامکار)              | | اقتصاد ملی                         |
| ۹۴         | قزوین                                 | میرزا حسن‌خان کورس                           | از ۱۸ تیر ۱۳۱۲ دیگر به مجلس نرفت |                                    |
| ۹۵         | قم                                    | میرزا علی‌اصغر دربانی                        | | معارف و پست و تلگراف - طرق و شوارع |
| ۹۶         | قوچان                                 | میرزا خلیل‌خان فهیمی (فهیم‌الملک)             | | اقتصاد ملی (مخبر)                  |
| ۹۷         | کاشان و نطنز                          | میرزا ابراهیم‌خان شریفی                      | | مالیه                              |
| ۹۸         | کاشان و نطنز                          | میرزا محمدعلی محلوجی                        | در شهریور ۱۳۱۳ درگذشت | اقتصاد ملی و طرق و شوارع           |
| ۹۹         | کرمان                                 | میرزا محمود دبستانی                         | | معارف - طرق و شوارع                |
| ۱۰۰        | کرمان                                 | میرزا عبدالوهاب مؤید احمدی (مؤیدالاسلام)    | منشی اول تا ۱۵ مهر ۱۳۱۲ منشی دوم تا ۱۸ فروردین ۱۳۱۳ منشی چهارم تا ۳ آبان ۱۳۱۳ منشی دوم تا ۱۴ فروردین ۱۳۱۴ و منشی اول تا پایان مجلس - ناظر بر بانک ملی و چاپ اسکناس از ۱۸ خرداد ۱۳۱۲ | عدلیه                              |
| ۱۰۱        | کرمانشاهان                            | علی‌خان اعظم زنگنه (امیر کل)                 | یک سال در مجلس حضور یافت | نظام                               |
| ۱۰۲        | کرمانشاهان                            | محمدعلی‌میرزا دولتشاهی                       | در ۲۶ شهریور ۱۳۱۲ وزیر پست و تلگراف شد |                                    |
| ۱۰۳        | کرمانشاهان                            | میرزا فتح الله‌خان فزونی                     | منشی سوم تا ۱۵ مهر ۱۳۱۲ | مالیه - پست و تلگراف               |
| ۱۰۴        | کرمانشاهان                            | میرزا موسی‌خان مرآت                          | | مالیه                              |
| ۱۰۵        | گرگان                                 | علی قلی‌خان هزارجریبی                        | | مالیه - اقتصاد ملی                 |
| ۱۰۶        | لار                                   | محمدخان شیخ                                 | |                                    |
| ۱۰۷        | لاهیجان و لنگرود                      | میرزا احمدخان صفاری                         | | داخله                              |
| ۱۰۸        | محلات، خمین و کمره                    | احمد شریعت‌زاده (مشاور)                      | | عدلیه                              |
| ۱۰۹        | محمره (خرمشهر)                        | میرزا حسین‌خان موقر                          | از ۵ اردیبهشت ۱۳۱۲ به علت بیماری در مجلس حضور نیافت و در امرداد آن سال درگذشت | اقتصاد ملی                         |
| ۱۱۰        | مراغه                                 | میرزا موسی‌خان فتوحی                         | | داخله - مالیه                      |
| ۱۱۱        | مراغه                                 | اسکندرخان مقدم                              | | نظام                               |
| ۱۱۲        | مشهد                                  | میرزا ابراهیم‌خان کلالی (امیر تیمور)         | | خارجه - بودجه                      |
| ۱۱۳        | مشهد                                  | میرزا عبدالعلی میرزایی (نظام‌التولیه)        | | داخله و نظام - مالیه و معارف       |
| ۱۱۴        | مشهد                                  | یونس آقا وهاب‌زاده                           | تنها یک ماه اول تا ۲۱ اردیبهشت ۱۳۱۲ به مجلس رفت | اقتصاد ملی                         |
| ۱۱۵        | مشهد                                  | رضا مهدوی (رئیس‌التجار)                      | |                                    |
| ۱۱۶        | ملایر، نهاوند و تویسرکان              | میرزا حسن‌خان مخبر فرهمند                    | مباشر سوم از ۱۸ فروردین ۱۳۱۳ و مباشر اول از ۳ آبان ۱۳۱۳ تا پایان مجلس | پست و تلگراف                       |
| ۱۱۷        | ملایر، نهاوند و تویسرکان              | هاشم آقا ملک مدنی                           | | اقتصاد ملی - عدلیه - بودجه         |
| ۱۱۸        | ساوجبلاغ مکری (مهاباد)                | علی حیدری مکری                              | از آخر اردیبهشت ۱۳۱۲ در مجلس حاضر شد | طرق و شوارع - نظام                 |
| ۱۱۹        | نایین                                 | میرزا ابوالحسن‌خان پیرنیا (معاضدالسلطنه)     | | معارف                              |
| ۱۲۰        | نجف‌آباد                               | امیر حسین‌خان ایلخان (ایلخان ظفر بختیار)     | مباشر دوم - در نوزدهم آذر ۱۳۱۲ سلب مصونیت و زندانی شد |                                    |
| ۱۲۱        | نیشابور                               | عبدالحسین‌خان تیمورتاش (سردار معظم)          | اعتبارنامه‌اش در ۲۶ فروردین ۱۳۱۲ رد شد |                                    |
| ۱۲۲        | نیشابور                               | میرزا حیدر علی‌خان کمالی                     | در شهریور ۱۳۱۲ به جای تیمورتاش انتخاب شد |                                    |
| ۱۲۳        | ورامین و خوار و ایوانکی               | سید محمد محیط لاریجانی                      | | طرق و شوارع - اقتصاد ملی           |
| ۱۲۴        | همدان                                 | عبدالحسین اورنگ (شیخ‌الملک)                  | | معارف - بودجه                      |
| ۱۲۵        | همدان                                 | محسن‌خان قراگوزلو                            | | خارجه                              |
| ۱۲۶        | یزد                                   | سید کاظم جلیلی یزدی                         | |                                    |
| ۱۲۷        | یزد                                   | هادی طاهری                                  | | معارف - بودجه                      |
| ۱۲۸        | یزد                                   | میرزا محمدحسین نواب                         | | داخله                              |
| ۱۲۹        | ایل بختیاری                           | فتحعلی‌خان بختیاری                           | | خارجه - نظام                       |
| ۱۳۰        | ایل شاهسون                            | میرزا عبدالعلی طباطبائی دیبا (سیدالمحققین)  | | عدلیه - بودجه                      |
| ۱۳۱        | ایل قشقایی                            | (نماینده نداشت)                             | |                                    |
| ۱۳۲        | ایلات ترکمن                           | محمد آخوند                                  | | طرق و شوارع                        |
| ۱۳۳        | ایلات خمسهٔ فارس                       | علی‌قلی‌ خان هدایت                            | منشی چهارم تا ۱۵ مهر ۱۳۱۲ | خارجه - پست و تلگراف               |
| ۱۳۴        | ارامنه جنوب                           | یوسف‌خان میرزایانس                           | | مالیه                              |
| ۱۳۵        | ارامنه شمال و کلدانیان                | سهراب‌خان ساگینیان                           | | پست و تلگراف                       |
| ۱۳۶        | ازرتشتیان                             | ارباب کیخسرو شاهرخ                          | مباشر اول تا ۳ آبان ۱۳۱۳ و مباشر سوم تا پایان مجلس | پست و تلگراف                       |
| ۱۳۷        | کلیمیان                               | لقمان نهورای                                | |                                    |